# (citocromo c)-arginina N-metiltransferasi
La (citocromo-c)-arginina N-metiltransferasi è un enzima appartenente alla classe delle transferasi, che catalizza la seguente reazione:
S-adenosil-L-metionina + (citocromo-c)-arginina ⇄ S-adenosil-L-omocisteina + (citocromo-c)-Nω-arginina metionina
L'enzima di Euglena gracilis metila la Arg-38 del citocromo c del miocardio del cavallo, a formare una Nω-monometilarginina. Questo enzima è stato precedentemente classificato insieme alla fenolo O-metiltransferasi (numero EC 2.1.1.25) ed alla iodofenolo O-metiltransferasi (numero EC 2.1.1.26) come un unico enzima, chiamato proteina-arginina N-metiltransferasi (numero EC 2.1.1.23, oggi cancellato).